# Alloschizidium igiliense
Alloschizidium igiliense är en kräftdjursart som först beskrevs av Franco Ferrara och Stefano Taiti 1978.  Alloschizidium igiliense ingår i släktet Alloschizidium och familjen klotgråsuggor. Inga underarter finns listade i Catalogue of Life.